# Unified Video Decoder
Unified Video Decoder (рус. Унифицированный видео декодер; ранее называемый Universal Video Decoder — рус. Универсальный видео декодер; сокращённо — UVD) — аппаратный компонент (блок) графических процессоров производства американской компании AMD, предназначенный для аппаратного декодирования битовых потоков видеоданных, сжатых видеокодеками H.264, VC-1 и MPEG-2. Изначально UVD был разработан канадской компанией ATI Technologies, а после её покупки компанией AMD последняя продолжила разработку, совершенствование и поддержку UVD. UVD является частью технологии ATI Avivo HD, которая включает программные компоненты для работы с UVD.
На 2010 год спецификации UVD поддерживаются API DirectX Video Acceleration (DXVA) для операционных систем семейства Microsoft Windows и игровой консоли Microsoft Xbox 360. На этих двух аппаратно-программных платформах видео, закодированное при помощи кодеков H.264,VC-1 и MPEG-2, может быть аппаратно ускоренным при помощи UVD. Вместе с тем для аппаратного ускорения нужно, чтобы медиаплеер также поддерживал DXVA и UVD.
Для UNIX-подобных операционных систем, включая Linux, поддержка UVD реализована через API X-Video Bitstream Acceleration (XvBA), используемое расширением X video extension (Xv) для X Window System.

## Особенности

### UVD
UVD основан на видеопроцессоре ATI под названием «Xilleon». Он присутствует на всех графических процессорах серии Radeon HD 2000, кроме флагмана линейки — Radeon HD 2900. Отсутствие UVD на флагманском процессоре серии HD 2000 AMD объяснила тем, что он нецелесообразен, так как в большинстве случаев персональные компьютеры, на которые устанавливают флагманские видеокарты, имеют достаточно мощные центральные процессоры, которые вполне могут справиться с программным декодированием видео.
UVD обрабатывает декодирование видеокодеков H.264/AVC и VC-1 полностью на графическом процессоре. Однако постобработка видео выполняется не блоком UVD, а шейдерами GPU. MPEG-2 также не поддерживается UVD и выполняется на шейдерах. Декодер UVD соответствует требованиям производительности и спецификациям Blu-Ray и HD DVD, он способен декодировать видеопотоки H.264 с битрейтом вплоть до 40 Мбит/сек. UVD имеет поддержку контекстно-адаптивного двоичного арифметического кодирования (CABAC) для H.264/AVC.
UVD обрабатывает код переменной длины (англ. Variable-length code) (VLC), контекстно-адаптивное кодирование с переменной длиной (англ. Context-adaptive variable-length coding) (CAVLC), контекстно-адаптивное двоичное арифметическое кодирование (CABAC), трансформацию частоты (англ. Frequency transform), предсказание пикселей и внутрипетлевой деблокинг (англ. inloop deblocking). Постобработка видео, к которой относятся устранение шума, деинтерлейсинг, масштабирование и изменение размера, выполняется на шейдерах. AMD заявляла, что аппаратный блок UVD полностью интегрирован в графический процессор и занимает на нём площадь в 4,7 мм² при техпроцессе 65 нм.

### UVD+
Вариация UVD, названная «UVD+», была представлена в графических процессорах серии Radeon HD 3000. UVD+ поддерживает HDCP для видеопотоков высокого разрешения. UVD+, несмотря на усовершенствования, маркируется просто как UVD.

### UVD 2
UVD 2 является второй версией UVD и был впервые представлен в графических процессорах серии Radeon HD 4000. Были сделаны следующие улучшения:
- Кроме аппаратного декодирования H.264/MPEG-4 AVC и VC-1, UVD 2 приобрёл возможно аппаратно декодировать MPEG-2.
- Добавлена поддержка декодирования двойного полноформатного (1080p) видеопотока и режима «Картинка-в-картинке» (англ. Picture-in-Picture). Благодаря этому UVD 2 стал полностью совместимым с BD-Live.
- Добавлены улучшенные возможности по пост-обработке видео:
  - масштабирование DVD-видео до HD-разрешений (720p, 1080p)
  - динамическая регулировка контрастности

### UVD 2.2
UVD 2.2 содержит изменённый интерфейс локальной памяти и имеет улучшенную совместимость с кодеками MPEG2/H.264/VC-1. Однако он маркирован просто как «UVD 2».

### UVD 3
UVD третьей версии (UVD 3.0) впервые появился в графических процессорах семейства Barts, которые лежат в основе линейки Radeon HD 6800. 22 октября 2010 года состоялся анонс первых видеокарт данной линейки — AMD Radeon HD 6870 и AMD Radeon HD 6850. Двумя основными нововведением UVD 3 стала поддержка аппаратного декодирования семейства новых форматов MPEG-4 Part 2 и стереопотока видеоданных Blu-ray 3D.
UVD 3 поддерживает аппаратное декодирование формата MPEG-4 Part 2 (MPEG-4 ASP), включая две его самые распространённые реализации — видеокодеки DivX и XviD. Также UVD 3 обеспечивает полное, а не частичное аппаратное декодирование MPEG-2. Следующим нововведением является поддержка стереоизображения. UVD 3 поддерживает аппаратное декодирование Blu-ray 3D — стереопотока видеоданных, который содержит два раздельных видеопотока для достижения эффекта стереоизображения. Поддержка Blu-ray 3D реализована через Multiview Video Coding — дополнение к стандарту H.264/MPEG-4 Part 10 (AVC).

## Доступность
Изначально ATI планировала реализовать UVD на своей серии графический процессоров RV550. Эти GPU были нацелены на мейнстримную рыночную нишу и имели две вариации: первая использовала HDMI, а вторая — DVI. Выход таких GPU с поддержкой UVD был запланирован на декабрь 2006 года, однако по необъяснённым причинам был отменён.
Большинство GPU серии Radeon HD 2000 содержат блок аппаратного декодирования UVD, который мог ускорять декодирование HD-видео стандарта 1080p. Однако перед релизом данной серии GPU стало известно, что процессоры Radeon HD 2900 не имели UVD.
UVD2 интегрирован в GPU серии Radeon HD 4000, он присутствует во всех версиях процессоров. Также он входит в состав чипсетов серии AMD 700 и AMD 880G.

## GPU с поддержкой UVD
| Кодовое имя чипа   | Название серии продуктов                                             | Версия UVD      |
| ------------------ | -------------------------------------------------------------------- | --------------- |
| Oland              | Radeon R7 R7 240/250                                                 | UVD 3.1         |
| Cape Verde         | серия Radeоn HD 7700, Radeon R7 250E/250X, Radeon E8860              | UVD 3.1         |
| Cayman             | Radeon HD 6900 Series                                                | UVD 3           |
| Barts              | Radeon HD 6800 Series                                                | UVD 3           |
| Turks              | Radeon HD 6x70 Series                                                | UVD 3           |
| HemlockNB1 Cypress | Radeon HD 5900 Series Radeon HD 5800 Series                          | UVD 2.2         |
| Juniper            | Radeon HD 5700 Series                                                | UVD 2.2         |
| Redwood            | Radeon HD 5600/5500 Series                                           | UVD 2.2         |
| Cedar              | Radeon HD 5400 Series                                                | UVD 2.2         |
| RV790              | Radeon HD 4890 Series                                                | UVD 2           |
| R700NB1 RV770      | Radeon HD 4800 X2 Series Radeon HD 4800 Series                       | UVD 2           |
| RV740              | Radeon HD 4700 Series                                                | UVD 2.2         |
| RV730              | Radeon HD 4600 Series                                                | UVD 2.2         |
| RV710              | Radeon HD 4300/4500 Series                                           | UVD 2.2         |
| RV670              | Radeon HD 3800 Series                                                | UVD+            |
| RV635              | Radeon HD 3600 Series                                                | UVD+            |
| RV620              | Radeon HD 3400 Series                                                | UVD+            |
| RV630              | Radeon HD 2600 Series                                                | UVD             |
| RV610              | Radeon HD 2400 Series                                                | UVD             |
| RS880              | Radeon HD 4200/AMD 785G Chipset                                      | UVD 2           |
| RS780 RS780D       | Radeon HD 3200/AMD 780G Chipset Radeon HD 3300 IGP/AMD 790GX Chipset | UVD 1 или UVD 2 |
| M98                | Mobility Radeon HD 4800 Series                                       | UVD 2           |
| M96                | Mobility Radeon HD 4600 Series                                       | UVD 2           |
| M92                | Mobility Radeon HD 4300/4500 Series                                  | UVD 2.2         |
| M88                | Mobility Radeon HD 3800 Series                                       | UVD+            |
| M86                | Mobility Radeon HD 3600 Series                                       | UVD+            |
| M82                | Mobility Radeon HD 3400 Series                                       | UVD+            |
| M76                | Mobility Radeon HD 2600 Series                                       | UVD             |
| M72                | Mobility Radeon HD 2400 Series                                       | UVD             |
| M71                | Mobility Radeon HD 2300 Series                                       | UVD             |
| RV550              | неизвестно                                                           |                 |